# Ramazan Özgan
Ramazan Özgan (* 21. September 1942 in Karaman) ist ein türkischer Klassischer Archäologe.

## Leben
Ramazan Özgan begann 1963 das Studium der Klassischen Archäologie an der Universität Ankara. Zum Wintersemester 1970 wechselte er zum Studium der Klassischen Archäologie, Byzantinischen Kunstgeschichte und Vor- und Frühgeschichte an die Universität Bonn, wo er 1977 bei Nikolaus Himmelmann promoviert wurde. Anschließend lehrte er bis zu seinem Ruhestand an der Selçuk Üniversitesi in Konya.
Von 1987 bis 2006 leitete er die Ausgrabungen in Knidos.
Seit 1980 ist er mit der deutschen Archäologin Christine Bruns-Özgan (* 1954) verheiratet.

## Veröffentlichungen
- Untersuchungen zur Archaischen Plastik Ioniens. Dissertation Bonn 1978 (mit Lebenslauf).
- Die griechischen und römischen Skulpturen aus Tralleis (= Asia Minor Studien Band 15). Habelt, Bonn 1995, ISBN 3-7749-2639-5.
- Die Skulpturen von Stratonikeia (= Asia Minor Studien Band 32). Habelt, Bonn 1999, ISBN 978-3-7749-2937-1.
- Die kaiserzeitlichen Sarkophage in Konya und Umgebung (= Asia Minor Studien Band 46). Habelt, Bonn 2003, ISBN 978-3-7749-3195-4.